# Mohamed Cheikh Ould Mkhaitir
Mohamed Cheikh Ould Mkhaitir (محمد الشيخ ولد امخيطير )(Nuadibú, 1985) es un bloguero mauritano y prisionero político.  Fue condenado a muerte tras escribir un artículo sobre la discriminación y el sistema de castas en Mauritania.
Su artículo “Religión, religiosidad, y artesanos” fue publicado en la web del periódico Aqlame. Ha sido designado preso de conciencia por Amnistía Internacional.